# Urosigalphus durangoensis
Urosigalphus durangoensis är en stekelart som beskrevs av Gibson 1972. Urosigalphus durangoensis ingår i släktet Urosigalphus och familjen bracksteklar. Inga underarter finns listade i Catalogue of Life.